# Gelles
Gelles is een gemeente in het Franse departement Puy-de-Dôme in de regio Auvergne-Rhône-Alpes. De plaats maakt deel uit van het arrondissement Clermont-Ferrand. Gelles telde op 1 januari 2022 931 inwoners.

## Geografie
De oppervlakte van Gelles bedroeg op 1 januari 2022 47,53 vierkante kilometer; de bevolkingsdichtheid was toen 19,6 inwoners per km². 

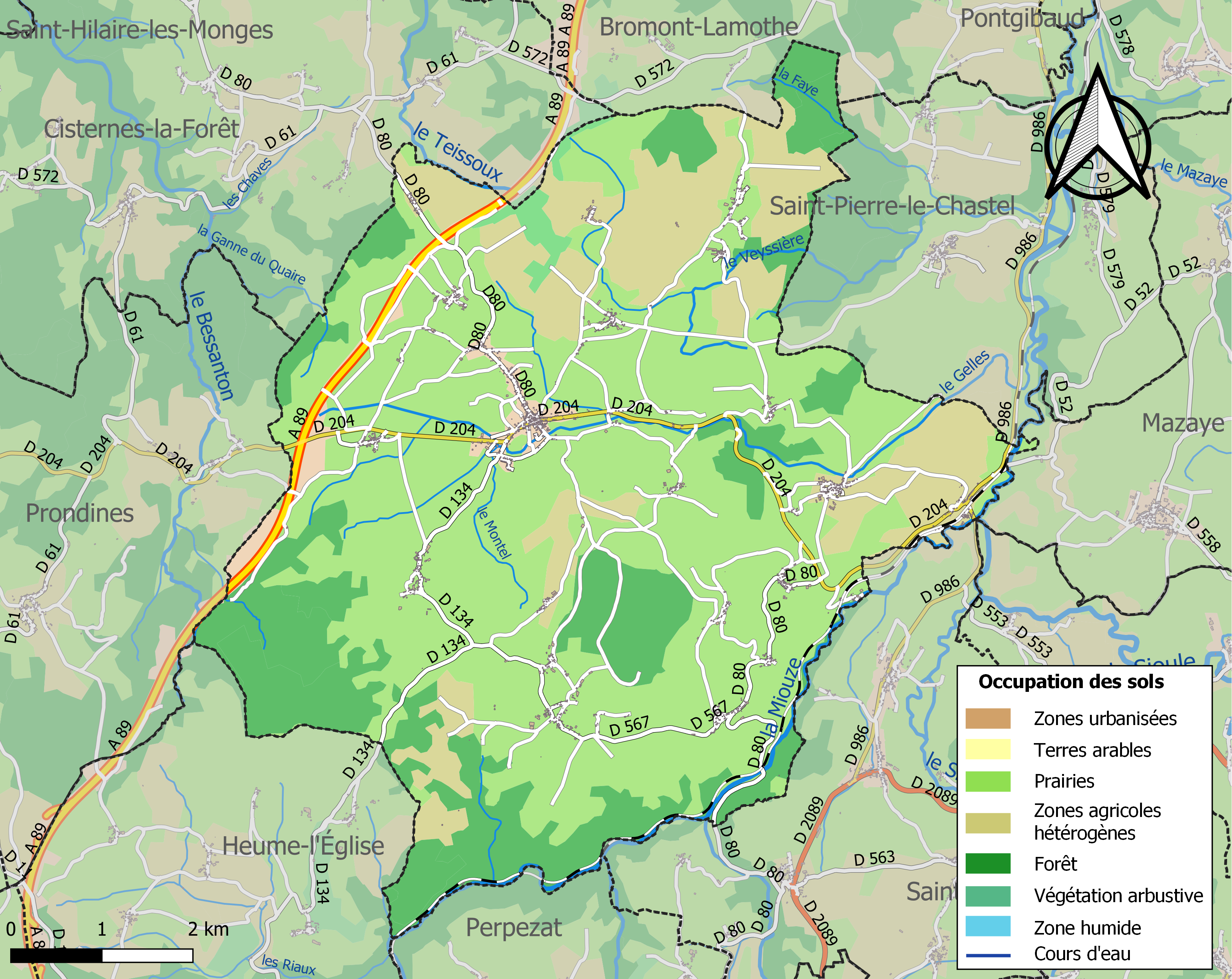
Kaart van de gemeente met belangrijkste infrastructuur, bodemgebruik en omliggende gemeenten

## Verkeer en vervoer
In de gemeente ligt spoorwegstation La Miouze-Rochefort.

## Demografie
Onderstaande figuur toont het verloop van het inwonertal (bron: INSEE-tellingen).